# اسیس داتا
اسیس داتا (انگلیسی: Asis Datta؛ زادهٔ ۲ فوریه ۱۹۴۴) نسل‌شناس، و بیوشیمی‌دان اهل هند است.